# Bror Wiberg
Bror Wiberg (Turku, 14 juni 1890 – Helsinki, 18 juni 1935) was een amateurvoetballer uit Finland, die speelde als aanvaller gedurende zijn carrière. Hij kwam uit voor HIFK Helsinki en overleed op 45-jarige leeftijd.

## Interlandcarrière
Wiberg kwam in totaal vijf keer (drie doelpunten) uit voor de nationale ploeg van Finland in 1912. Hij nam met zijn vaderland deel aan de Olympische Spelen van 1912 in Zweden. Daar won Finland van achtereenvolgens Italië (3-2) en Rusland (2-1), om vervolgens in de halve finale met 4-0 onderuit te gaan tegen Groot-Brittannië. In de troostfinale werd Finland met 9-0 afgedroogd door Nederland, onder meer door vijf doelpunten van UVV-aanvaller Jan Vos. Wiberg scoorde in beide groepsduels, net als Jarl Öhman.